# Landkreis Göttingen
Der Landkreis Göttingen ist der südlichste Landkreis Niedersachsens und umfasst mit der Stadt Göttingen ein Oberzentrum. Er entstand am 1. November 2016 durch die Fusion des vorherigen Landkreises Göttingen mit dem Landkreis Osterode am Harz und hat rund 330.000 Einwohner auf einer Fläche von 1.755,39 km². Seine Kreisstadt ist Göttingen, das seinen Sonderstatus gemäß dem Niedersächsischen Kommunalverfassungsgesetz (NKomVG) behielt.
Im Landkreis Göttingen liegen drei Stätten des UNESCO-Weltkulturerbes Oberharzer Wasserwirtschaft, das Kloster Walkenried, der Wiesenbeker Teich und der Ernst-August-Stollen.

## Geografie

### Lage

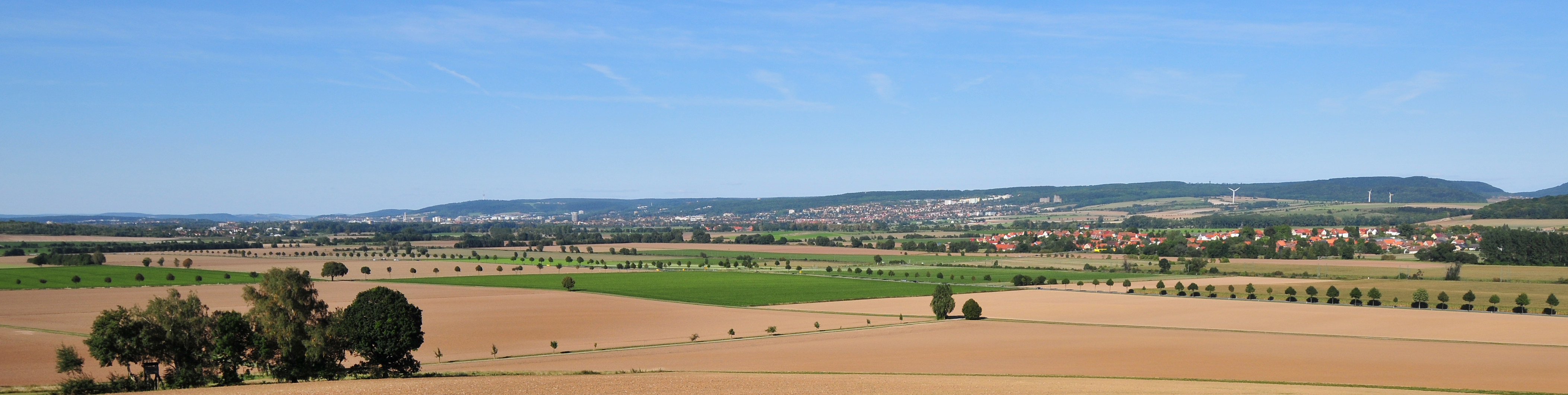
Das Leinetal südlich von Göttingen

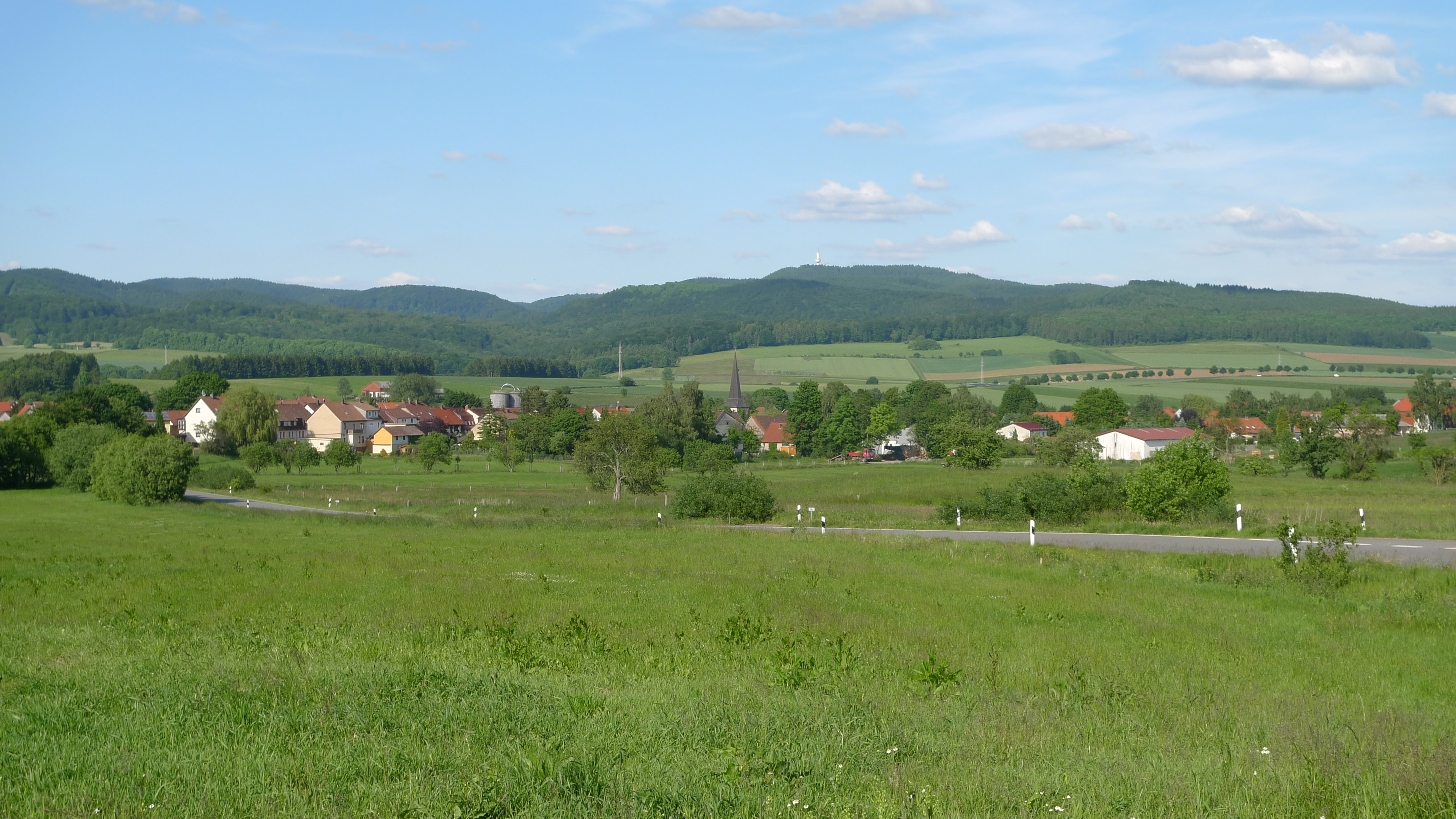
Blick von der Grenze zum Landkreis Eichsfeld auf Bartolfelde

Als Landkreis im äußersten Süden von Niedersachsen gehören im Osten mit dem Ober- und Mittelharz bereits Teile des Harzes zum Kreisgebiet, während im Westen Teile des Weserberglandes dazu gehören. Seine höchsten Erhebungen liegen im Harz und sind die höchste Stelle des Höhenzugs Auf dem Acker (865,1 m ü. NHN), der Stöberhai (720 m), der Große Knollen (687,4 m) und der Ravensberg (659 m). Die Leine durchfließt die zentral gelegene Kreisstadt Göttingen (150 m). Die westliche Begrenzung des Landkreises bildet der Verlauf der Weser, die in Hann. Münden (123 m) im südlichsten Teil des Landkreises durch den Zusammenfluss von Werra und Fulda entsteht.

### Ausdehnung
Der nördlichste Punkt ist bei 51.83° nördlicher Breite (Werte gerundet) nahe Wildemann, der südlichste bei 51.29° nahe Nieste; der westlichste Punkt ist bei 9.55° östlicher Länge nahe Wahnhausen, der östlichste bei 10.68°E nahe Rothesütte.
In Ost-West-Richtung ergibt sich somit eine Ausdehnung von etwa 80 km Luftlinie; in Nord-Süd-Richtung sind es rund 59 km.

### Nachbarkreise
Er grenzt im Uhrzeigersinn im Norden beginnend an die Landkreise Northeim und Goslar (beide in Niedersachsen), an die Landkreise Nordhausen und Eichsfeld (beide in Thüringen) sowie an den Werra-Meißner-Kreis, an den Landkreis Kassel, an die kreisfreie Stadt Kassel sowie deren Exklave Gut Kragenhof (alle in Hessen).

### Höhlen
Im Landkreis Göttingen liegen sieben bekannte Höhlen: die Himmelreichhöhle, die Lichtensteinhöhle, die Jettenhöhle, die Marthahöhle, die Steinkirche Scharzfeld, sowie die Schauhöhlen Iberger Tropfsteinhöhle und Einhornhöhle.

### Berge
Die größten Höhen erreichen die Berge im Harz, so zum Beispiel der Höhenzug Auf dem Acker (865,1 m), der Stöberhai (720 m), der Große Knollen (687,4 m), der Ravensberg (659 m), der Kummelberg (536 m) und der Hausberg (420 m) sowie im Naturpark Münden unter anderem der Haferberg (580,4 m), der Kleine Steinberg (541,9 m), der Hohe Hagen (492,5 m), der Brackenberg (461 m), der Große Staufenberg (427 m) und der Totenberg (408,1 m).

### Wald
Der Waldanteil im Landkreis Göttingen hat eine Größe von 790,5 km², das entspricht 45 % der Landkreisfläche.

### Landwirtschaftliche Nutzfläche
Die landwirtschaftliche Nutzfläche (LN) im Landkreis Göttingen beträgt 74.359 ha (Stand 31. Dezember 2015, Summe aus den Angaben für die Altkreise Göttingen und Osterode), entsprechend 42,4 % der Landkreisfläche. Der Grünlandanteil der LN beträgt nach den Zahlen 24 %. Nach einer Berechnung anhand der Feldblöcke 2018 nimmt die landwirtschaftliche Nutzfläche nur 72.263 ha ein, entsprechend 41,2 % der Landkreisfläche.

### Gewässer
Bekannte Gewässer im Landkreis Göttingen sind u. a. der Wendebach-Stausee, der Seeburger See, die Rhumequelle, der Juessee, der Schmelzteich, die Söse- und Odertalsperre sowie das UNESCO-Weltkulturerbe Wiesenbeker Teich und die Kloster-Teichlandschaft um den Priorteich.

### Naturschutzgebiete und FFH-Gebiete

Naturschutzgebiete und FFH-Gebiete im Landkreis Göttingen, Nummerierung der NSG s. Auflistung links. Quelle: NLWKN

FFH-Gebiete im Landkreis Göttingen, niedersächsische Nummerierung der FFH-Gebiete. Quelle: NLWKN

Im Altkreis Göttingen gibt es zur Erhaltung wertvoller und gefährdeter Lebensräume acht Naturschutzgebiete (NSG): Die Nummern entsprechen denen in nebenstehender Karte.
- NSG Bachtäler im Kaufunger Wald BR 157
- NSG Großer Leinebusch BR 079
- NSG Hühnerfeld BR 035
- NSG Ossenberg-Fehrenbusch BR 092
- NSG Rhumeaue/Ellerniederung/Gillersheimer Bachtal BR 084
- NSG Seeanger, Retlake, Suhletal BR 147
- NSG Seeburger See BR 038
- NSG Totenberg BR 090

Im Altkreis Osterode gibt es folgende Naturschutzgebiete (NSG):
- NSG Butterberg/Hopfenbusch BR 102
- NSG Finnenbruch, Großes Butterloch und Schwimmende Insel BR 039
- NSG Gipskarstlandschaft Bad Sachsa und Walkenried BR 129
- NSG Gipskarstlandschaft bei Ührde BR 122
- NSG Gipskarstlandschaft Hainholz BR 033
- NSG Itelteich BR 002
- NSG Juliushütte BR 087
- NSG Oderaue BR 124
- NSG Priorteich/Sachsenstein BR 003
- NSG Rhumeaue/Ellerniederung/Gillersheimer Bachtal BR 084
- NSG Siebertal BR 105
- NSG Staufenberg BR 080
- NSG Steinberg bei Scharzfeld BR 078
- NSG Steingrabental – Mackenröder Wald BR 116
- NSG Teufelsbäder BR 063
- NSG Weißensee und Steinatal BR 046

Auf der nebenstehenden Grafik „FFH-Gebiete im Landkreis Göttingen“ sind die bis 2016 der EU gemeldeten Gebiete nach der Fauna-Flora-Habitat-Richtlinie im Landkreis Göttingen dargestellt (blaue Umrandung sowie Nummer des FFH-Gebietes). Die rot dargestellten Gebiete sind als Naturschutzgebiete ausgewiesen. Die Naturschutzgebiete im neuen Landkreis Göttingen haben eine Fläche von zusammen 6873 ha (ohne Stadt Göttingen), dies entspricht einem Flächenanteil an der Landkreisfläche von 4,2 % (Stand 1. Januar 2017). Der entsprechende NSG-Anteil in Niedersachsen beträgt 4,4 % (2015).

### Landschaftsschutzgebiete
Des Weiteren wurden vom Kreistag drei Landschaftsschutzgebiete (LSG) beschlossen:
- LSG Leinebergland
- LSG Unteres Eichsfeld
- LSG Weserbergland

Um die Naherholung zu fördern und der großen Arten- und Biotopvielfalt im südlichen Teil des Landkreises Rechnung zu tragen, wurde bereits 1959 (im damaligen Landkreis Münden) der Naturpark Münden geschaffen.
Siehe auch:
- Liste der Naturschutzgebiete im Landkreis Göttingen
- Liste der Landschaftsschutzgebiete im Landkreis Göttingen
- Liste der Naturdenkmale im Landkreis Göttingen
- Liste der geschützten Landschaftsbestandteile im Landkreis Göttingen

## Geschichte

Kommunale Gliederung des Landkreises Göttingen von 1973 bis 2016

In Umsetzung der „Verordnung, betreffend die Amts- und Kreisverfassung in der Provinz Hannover“ wurde 1867 in der preußischen Provinz Hannover erstmals ein Kreis Göttingen, auch Steuerkreis genannt, bestehend aus den selbständigen Städten Göttingen und Münden (Hann. Münden) und den Ämtern Göttingen, Münden und Reinhausen, für die Zwecke der Steuer- und Militärverwaltung eingerichtet.
Für die Zwecke der allgemeinen Verwaltung wurde im Rahmen der Einführung der „Kreisordnung für die Provinz Hannover“ 1885 der Landkreis Göttingen gebildet. Er setzte sich zusammen aus den Gemeinden der Ämter Göttingen und Reinhausen (ohne die Gemeinde Meensen und den Gutsbezirk Ellerode, die zum Kreis Münden kamen). Verwaltungssitz des neuen Landkreises, der zum Regierungsbezirk Hildesheim gehörte, wurde die kreisfreie Stadt Göttingen.

### Neubildung 1973
Der Landkreis Göttingen wurde im Rahmen der kommunalen Gebietsreform durch die Gebietsreform in Niedersachsen am 1. Januar 1973 neu gebildet. Er wurde aus den 1885 geschaffenen Landkreisen Göttingen (zu dem seit 1964 auch die bis dahin kreisfreie Stadt Göttingen gehörte), Duderstadt und Münden, den Gemeinden Adelebsen und Unterbillingshausen des Landkreises Northeim und den Gemeinden Lütgenhausen und Wollershausen des Landkreises Osterode am Harz gebildet. Der Landkreis Duderstadt hatte zu diesem Zeitpunkt etwa 41.000, der Landkreis Münden etwa 45.000, der Altkreis Göttingen (ohne die Stadt) etwa 50.000 und die Stadt Göttingen mehr als 110.000 Einwohner.

### Neubildung 2016
In den Jahren 2012 und 2013 entstanden Pläne, den Landkreis Göttingen mit den Landkreisen Osterode am Harz und Northeim zusammenzufassen. Ein wichtiger Beweggrund dafür war, dass die Niedersächsische Landesregierung nach einer Fusion Entschuldungshilfen, sogenannte „Fusionsprämien“, an den neuen Landkreis Göttingen zahlen wollte – vorausgesetzt, eine Fusion würde bis zum 31. März 2013 beschlossen. Neben der Entschuldungshilfe wollten die Kreise außerdem zukünftigen Mindereinnahmen aufgrund der in den kommenden Jahrzehnten zu erwartenden Bevölkerungsverluste entgegenwirken.
Anfang 2013 zog sich der Landkreis Northeim von den Gesprächen zurück. Mitte Februar 2013 zeichnete sich nur noch der Zusammenschluss der Landkreise Göttingen und Osterode ab. Die Kreistage von Göttingen (am 6. März 2013) und Osterode (am 11. März 2013) haben die Aufnahme von Fusionsverhandlungen beschlossen. Am 28. August 2013 stimmte der Göttinger Kreistag einer Fusion mehrheitlich zu.
Am 1. November 2016 wurde die am 1. Februar 2014 mit einem entsprechenden Gebietsänderungsvertrag beschlossene Fusion der Landkreise Göttingen und Osterode am Harz zu einem neuen, größeren Landkreis Göttingen mit Göttingen als Kreisstadt umgesetzt. Die Außenstellen der Kreisverwaltung in Duderstadt und Hann. Münden bestehen weiterhin. Eine neu einzurichtende in Osterode kommt hinzu.

### Einwohnerstatistik

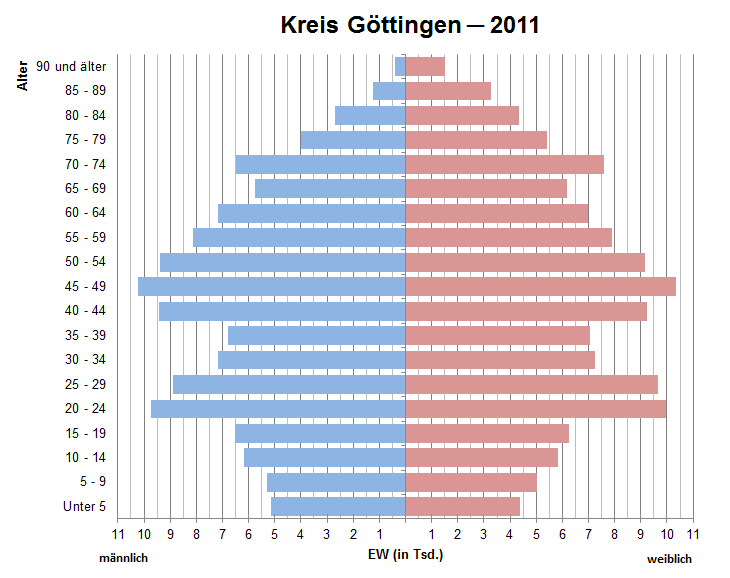
Bevölkerungspyramide für den Kreis Göttingen (Datenquelle: Zensus 2011, daher noch in den alten Kreisgrenzen und ohne den Landkreis Osterode am Harz.)

Der Landkreis Göttingen wurde 1964, 1973 und 2016 deutlich vergrößert.
| Jahr | Einwohner | Quelle |
| ---- | --------- | ------ |
| 1890 | 32.777    | [ 17 ] |
| 1900 | 33.261    | [ 17 ] |
| 1910 | 34.028    | [ 17 ] |
| 1925 | 36.355    | [ 17 ] |
| 1939 | 38.394    | [ 17 ] |
| 1950 | 65.411    | [ 17 ] |
| 1960 | 62.200    | [ 17 ] |
| 1970 | 155.400   | [ 18 ] |
| 1980 | 259.200   | [ 19 ] |
| 1990 | 256.744   | [ 20 ] |
| 2000 | 265.396   | [ 20 ] |
| 2010 | 257.840   | [ 20 ] |
| 2015 | 255.653   | [ 20 ] |
| 2016 | 327.065   | [ 21 ] |
| 2017 | 328.036   |        |
| 2018 | 328.074   |        |
| 2019 | 326.041   |        |
| 2020 | 323.900   |        |

### Konfessionsstatistik
Laut der Volkszählung 2011 waren 46,6 % der Einwohner evangelisch, 23,2 % römisch-katholisch und 30,2 % waren konfessionslos, gehörten einer anderen Glaubensgemeinschaft an oder machten keine Angabe. Der Anteil der Protestanten und Katholiken am Gesamtbevölkerung ist seitdem mit 1 % jährlich gesunken. Gemäß dem Zensus 2022 waren (Anfang 2022) 39,3 % der Einwohner evangelisch, 16,2 % katholisch und 44,5  % waren konfessionslos, gehörten einer anderen Glaubensgemeinschaft an oder machten keine Angabe. Die Zahl der Katholiken und Protestanten ist seitdem weiter mit 1 % jährlich gesunken. Zum Jahresende 2023 waren von den Einwohnern 37,6 % evangelisch und 15,3 % katholisch; 47,1 % waren konfessionslos, gehörten einer anderen Glaubensgemeinschaft an oder machten keine Angabe.

## Politik

### Landräte
Kreishauptmänner (Kreis Göttingen)
- 1868–1873 Valerian von Pfeil und Klein-Ellguth
- 1873–1885 Georg Dieterichs

Landräte (Landkreis Göttingen)
- 1885–1900 Georg Dieterichs
- 1901–1903 Wilhelm Heinichen
- 1903–1924 Georg Mannkopff
- 1924–1933 Wessel Georg Nordbeck
- 1933–1941 Bodo-Wilke Freiherr von Bodenhausen (NSDAP)
- 1941–1945 Hermann Kratzin
- 1946–1954 Ernst Fahlbusch (SPD)
- 1954–1957 Georg Grothey (CDU)
- 1957–1961 Ernst Fahlbusch (SPD)
- 1961–1966 Klaus-Peter Bruns (SPD)
- 1966–1968 Cuno Götz von Olenhusen (FDP)
- 1968–1970 Klaus-Peter Bruns (SPD)
- 1970–1973 Lothar Curdt (SPD)
- 1973–1976 Willi Döring (CDU)
- 1976–1981 Klaus Peter Bruns (SPD)
- 1981–1991 Willi Döring (CDU)
- 1991–1998 Heinrich Rehbein (SPD)
- 1998–2003 Heinrich Rehbein (hauptamtlicher Landrat, SPD)
- 2003–2011 Reinhard Schermann (CDU)
- 2011–2021 Bernhard Reuter (SPD) (1999–2011 bereits Landrat des Landkreises Osterode am Harz, Teil des neuen Großkreises)
- seit 2021 Marcel Riethig (SPD)

### Kreistag
Der Kreistag besteht aus 66 Mitgliedern, die sich nach der Kreistagswahl am 12. September 2021 wie folgt auf die einzelnen Parteien und Wählergruppen verteilen::
| Kreistagswahl Göttingen 2021vorläufiges Ergebnis; Wahlbeteiligung: 56,3 % 403020100 32,727,619,06,74,13,33,21,91,6 SPDCDUGrüneFDPLinkeAfDFWLGgPARTEISonst.Gewinne und Verlusteim Vergleich zu 2016 %p 8 6 4 2 0 −2 −4−2,0−2,5+6,2+2,3−0,3−2,1−0,4+1,1−2,4SPDCDUGrüneFDPLinkeAfDFWLGPARTEISonst.Anmerkungen:g Freie Wähler im Landkreis Göttingen | Sitzverteilung im Kreistag Göttingen seit 2021Insgesamt 66 Sitze - Linke: 3 - PARTEI: 1 - SPD: 22 - Grüne: 13 - FDP: 5 - FWLG: 2 - CDU: 18 - AfD: 2 |

Die letzten Ergebnisse sind in dieser Tabelle dargestellt:
| Parteien und Wählergemeinschaften | Parteien und Wählergemeinschaften             | % 2021 | Sitze 2021 | % 2016 | Sitze 2016 | % 2011 | Sitze 2011 | % 2006 | Sitze 2006 | % 2001 | Sitze 2001 |
| SPD                               | Sozialdemokratische Partei Deutschlands       | 32,7   | 22         | 34,7   | 25         | 35,8   | 23         | 38,4   | 25         | 37,8   | 25         |
| CDU                               | Christlich Demokratische Union Deutschlands   | 27,6   | 18         | 30,1   | 22         | 32,5   | 21         | 37,7   | 23         | 38,7   | 26         |
| Grüne                             | Bündnis 90/Die Grünen                         | 19,0   | 13         | 12,8   | 9          | 19,8   | 13         | 13,2   | 8          | 11,3   | 8          |
| FDP                               | Freie Demokratische Partei                    | 6,7    | 5          | 4,4    | 3          | 2,3    | 1          | 6,3    | 4          | 5,9    | 4          |
| Linke                             | Die Linke (2001 als PDS)                      | 4,1    | 3          | 4,4    | 3          | 3,7    | 2          | 3,8    | 2          | 2,3    | 1          |
| AfD                               | Alternative für Deutschland                   | 3,3    | 2          | 5,4    | 4          | —      | —          | —      | —          | —      | —          |
| FWLG                              | Freie Wähler im Landkreis Göttingen           | 3,2    | 2          | 3,6    | 3          | 4,4    | 3          | 0,7    | 1          | —      | —          |
| PARTEI                            | Die PARTEI                                    | 1,9    | 1          | 0,8    | 1          | —      | —          | —      | —          | —      | —          |
| Piraten                           | Piratenpartei Deutschland                     | 0,6    | 0          | 1,2    | 1          | 1,4    | 1          | —      | —          | —      | —          |
| Basis                             | Basisdemokratische Partei Deutschland         | 0,3    | 0          | —      | —          | —      | —          | —      | —          | —      | —          |
| BFHM                              | Bürgerforum Hann. Münden                      | 0,3    | 0          | —      | —          | —      | —          | —      | —          | —      | —          |
| BIBL                              | Bürgerinitiative Bad Lauterberg               | 0,2    | 0          | —      | —          | —      | —          | —      | —          | —      | —          |
| BLW                               | Bürgerliste Walkenried                        | 0,1    | 0          | 0,2    | 0          | —      | —          | —      | —          | —      | —          |
| LKR                               | Liberal-Konservative Reformer (2016 als ALFA) | 0,1    | 0          | 1,1    | 1          | —      | —          | —      | —          | —      | —          |
| NPD                               | Nationaldemokratische Partei Deutschlands     | —      | —          | 0,8    | 0          | —      | —          | —      | —          | 1,1    | 0          |
| BIFO                              | BI Für Osterode                               | —      | —          | 0,7    | 0          | —      | —          | —      | —          | —      | —          |
| ÖDP                               | Ökologisch-Demokratische Partei               | —      | —          | —      | —          | 0,1    | 0          | —      | —          | —      | —          |
| Gesamt                            | Gesamt                                        | 100,0  | 66         | 100,0  | 72         | 100,0  | 64         | 100,0  | 64         | 100,0  | 64         |
| Wahlbeteiligung in %              | Wahlbeteiligung in %                          | 56,3   | 56,3       | 54,0   | 54,0       | 49,8   | 49,8       | 50,4   | 50,4       | 55,6   | 55,6       |

## Wappen

Wappen des alten Landkreises Göttingen von 1935–1973

Wappen des alten Landkreises Göttingen bzw. des neuen bis 2017

### Wappen von 1935–1973
Das Wappen wurde am 25. Oktober 1935 durch das preußische Staatsministerium genehmigt. Es zeigt den braunschweigischen geminderten Welfenlöwen ohne die sogenannte Leopardierung. Der Maueranker entstammt dem Wappen der Grafen von Plesse, die bis 1571 über das Amt Bovenden im nördlichen Kreisgebiet herrschten.
Blasonierung:„Geteilt von Rot und Gold (Gelb); oben ein schreitender goldener (gelber) Löwe, unten ein roter Maueranker.“

### Wappen 1973 bis 2016 bzw. 2017
Das Wappen wurde am 8. November 1973 genehmigt. Es zeigt den welfischen Löwen, das Symbol für alle drei ehemaligen Kreise kombiniert mit den Symbolen der Altkreise Münden (Göpel), Göttingen (Maueranker) und Duderstadt (Mainzer Rad).
Blasonierung: „Unter rotem Schildhaupt, darin ein schreitender goldener blaubewehrter Löwe, in Gold durch einen Maueranker verbunden, oben ein roter Schild mit silbernem Göpel, unten ein silbern unterlegtes sechsspeichiges rotes Rad.“

### Wappen vom 3. November 2016 bis zum 31. Mai 2017
In der am 3. November 2016 neu beschlossenen Hauptsatzung des neuen Landkreises wird dasselbe Wappen beschrieben.
In der Kreistagssitzung am 22. Februar 2017 wurde ein neues Wappen vorgelegt. Es übernimmt den goldenen Löwen aus dem bisherigen Wappen; in der Mitte ein blauer Löwe auf goldenem Grund nach rechts, der Osterode symbolisieren soll. Unten repräsentiert wieder das Mainzer Rad, jetzt in Weiß auf Rot, das Eichsfeld.

### Neues Wappen ab 1. Juni 2017
| Banner, neues Wappen und Hissflagge |  |
|                                     |  |
|                                     |  |

Es zeigt einen rot-gold-rot geteilten Schild. Oben schreitet ein goldener, blau bewehrter Löwe nach links, mittig ist er blau gefärbt, rot bewehrt und schaut den Betrachter an. Die Heraldik bezeichnet ihn deswegen als Leopard. Den unteren Bereich des Wappens ziert ein sechsspeichiges, silbernes Rad.
Der goldene Löwe steht für Göttingen, der blaue Leopard für Osterode am Harz und das silberne Rad für das Eichsfeld.
Gemeinsames Element sind die Welfenlöwen. Sie stehen für die jahrhundertelange Dominanz der welfischen Herzöge im überwiegenden Teil des heutigen Kreisgebiets. Dabei stehen die unterschiedliche Farbgebung sowie Lauf- und Blickrichtungen für verschiedene Welfenlinien mit ihren verwandtschaftlichen Verbindungen zu England und Dänemark. Das weiße Speichenrad verweist auf das Eichsfeld als wesentlichen weiteren Herrschaftsbereich und dessen Prägung durch das Kurfürstentum Mainz.
Das neue Landkreiswappen für den fusionierten Landkreis gilt ab dem 1. Juni 2017. Dies hat der Kreistag in seiner Sitzung am 22. Februar 2017 beschlossen und in seiner Satzung verankert.

### Banner und Flagge
Beschreibung von Banner und Flagge:„Das Banner des Landkreises ist rot-gelb längsgestreift mit dem aufgelegten Wappen oberhalb der Mitte; die Flagge rot-gelb quergestreift mit dem aufgelegten Wappen in der Mitte.“

## Partnerschaften
Der Landkreis Göttingen unterhält Partnerschaften mit folgenden Städten und Verwaltungseinheiten:
- Stroud District, Gloucestershire (Vereinigtes Königreich), seit 1951
- Suresnes (Frankreich), seit 1959
- London Borough of Hackney, (Vereinigtes Königreich), seit 1973 (2005 von Hackney aus finanziellen Gründen abgebrochen)
- Komitat Fejér (Ungarn), seit 2000
- San Juan Comalapa (Nicaragua), seit 2013

Übernommen vom Altkreis Osterode am Harz wurden folgende Partnerschaften:
- Ostróda (Polen), seit 2001
- Borough of Scarborough (Vereinigtes Königreich), seit 1988

Außerdem bestehen Partnerschaften mit folgenden Kreisen, Regionen und Bezirken:
- Berlin-Steglitz, Berlin, seit 1976
- Landkreis Sächsische Schweiz-Osterzgebirge, Sachsen, seit 1989
- Ústecký kraj, Tschechien, seit 1989
- Powiat Kościerski, Polen, seit 2001[35]

## Verkehr
Auf Grund der topografischen Gegebenheiten verlaufen die größeren Verkehrsachsen im Landkreis Göttingen in Nord-Süd-Richtung.

### Schiene
Eine der wichtigsten Achsen des Nord-Süd-Verkehrs durchzieht im Leinetal den Kreis und die Kreisstadt. Hier verlaufen die älteste und die jüngste Bahnlinie im Kreis parallel. Schon im Jahre 1854 entstand die Verbindung von der Residenzstadt Hannover nach Göttingen durch die Königlich Hannöverschen Staatseisenbahnen. Sie führte ab 1856 über Dransfeld und Hann. Münden weiter nach Kassel („Hannöversche Südbahn“). Diese wurde 1988 stillgelegt und demontiert. Etwa den gleichen Weg nimmt die Schnellfahrstrecke Hannover–Würzburg der Deutschen Bahn, welche 1991 vollständig den Betrieb aufgenommen hat.
Mit dem Mündener Tunnel (10.525 m, zweitlängster Tunnel Deutschlands) und dem Rauhebergtunnel (5.210 m) befinden sich die beiden längsten Tunnel Niedersachsens im Landkreis.
1867 wurde die Bahnlinie Göttingen–Friedland–Arenshausen(–Halle) eröffnet. 1872 folgte die Verbindung Arenshausen–Hann. Münden über Eichenberg und Hedemünden (Bahnstrecke Halle–Hann. Münden), 1876 Friedland–Eichenberg–Eschwege (–Bebra–Frankfurt, „alte Nord-Süd-Strecke“).
Über Herzberg führt seit 1868/69 die Bahnverbindung Northeim–Nordhausen (Südharzstrecke), von der seit 1870/71 die Bahnstrecke Herzberg–Seesen (Westharzstrecke) über Osterode abzweigt.
Bereits 1884 wurde Arenshausen–Friedland wieder aufgegeben, die Dransfelder Rampe (Göttingen – Dransfeld – Münden) traf 1980 die gleiche Entwicklung.
Die Preußische Staatsbahn nahm 1910 die Bahnstrecke Göttingen–Bodenfelde („Oberweserbahn“) ins Weserbergland in Betrieb.
Die Göttinger Kleinbahn AG – die spätere Gartetalbahn – erschloss mit einer Schmalspurbahn die östliche Umgebung bis ins Eichsfeld und zwar 1897 bis Rittmarshausen und 1907 bis Duderstadt. Von hier hatte allerdings die Preußische Staatsbahn schon 1889 eine Linie nach Wulften und 1897 nach Leinefelde geführt. Weiter östlich durchzog ab 1911 noch die Bahnstrecke Bleicherode–Herzberg den Kreis. Ebenfalls wieder verschwunden sind die Bahnstrecke Gittelde–Bad Grund, die Bahnstrecke Osterode–Kreiensen, die Bahnstrecke Herzberg–Siebertal, die Bahnstrecke Scharzfeld–St. Andreasberg, die Schmalspurbahn Walkenried–Braunlage/Tanne und die Bahnstrecke Ellrich–Zorge.

### Busverkehr
Der Landkreis Göttingen ist Teil des Verkehrsverbunds Süd-Niedersachsen (VSN). Innerhalb der Stadt Göttingen und von dort aus nach Bovenden und Rosdorf fahren die Busse der Göttinger Verkehrsbetriebe GmbH (GöVB); in Hann. Münden verkehren Stadtbusse der Regionalbus Braunschweig GmbH. Außerhalb der Städte gibt es ein Regionalbusnetz verschiedener Busunternehmen des VSN.
Die auch auf Kassel ausgerichteten Gemeinden Staufenberg (Niedersachsen) und Hann. Münden gehören dem Übergangsbereich zum Nordhessischen Verkehrsverbund (NVV) an. Innerhalb dieses Bereiches gilt der VSN-Tarif, nach Kassel oder Witzenhausen derjenige des NVV.

### Straße
Durch das Kreisgebiet verläuft die Bundesautobahn 7 Hannover–Kassel in Nord-Süd-Richtung. Mit dem Dreieck Drammetal gibt es eine Abzweigung zur Bundesautobahn 38 nach Halle (Saale).
Des Weiteren bildet die B 3 zusammen mit der B 27 im Landkreis nahezu eine Nord-/Südachse sowie eine Ost-/Westachse mit Schnittregion Göttingen. Dabei kommt die B 27 aus Braunlage über Bad Lauterberg und Herzberg, um in Göttingen einen senkrecht-südlichen Verlauf über Friedland nach Eschwege einzuschlagen, während die B 3 über Hannover und Northeim kommt und in Göttingen die Verlaufsrichtung auf Südwest Richtung Hann. Münden und Kassel ändert.
Entlang des westlichen und südlichen Harzrandes verläuft die Bundesstraße 243 von Hildesheim über Osterode, Herzberg und Bad Lauterberg nach Großwechsungen bei Nordhausen. Zwischen Herzberg und Bad Lauterberg verläuft sie zusammen mit der B 27.
Weitere Bundesstraßen im Kreisgebiet sind die Bundesstraße 80 (Bad Karlshafen–Hann. Münden–Halle), die Bundesstraße 247 (Katlenburg–Duderstadt–Ohrdruff), die Bundesstraße 446 (Hardegsen–Duderstadt), die Bundesstraße 496 (Hann. Münden–Lutterberg/A 7) und die Bundesstraße 498 (Osterode–Goslar).

## Wirtschaft
Im Zukunftsatlas 2016 belegte der Landkreis Göttingen Platz 79 von 402 Landkreisen, Kommunalverbänden und kreisfreien Städten in Deutschland und zählt damit zu den Orten mit „hohen Zukunftschancen“. In der Ausgabe von 2019 belegte er Platz 158 von 401 und zählt damit zu den Regionen mit „ausgeglichenem Chancen - Risikomix“. In der Ausgabe 2022 landet der Landkreis auf Platz 240 von 400 und weist damit abermals einen „ausgeglichenen Chancen - Risikomix“ aus. Im Vergleich zu 2016 verlor der Landkreis damit 161 Plätze.
Die Wirtschaftsförderung für den Landkreis Göttingen wird durch die Wirtschaftsförderung Region Göttingen GmbH geleistet. Darüber hinaus hat sich die Südniedersachsenstiftung die Förderung der Entwicklung und des Wachstums des Landkreises und der Region Südniedersachsen in ihrer wirtschaftlichen, kulturellen und sozialen Gesamtheit zur Aufgabe gemacht.
Seit 2001 verleiht der Landkreis den Innovationspreis des Landkreises Göttingen.

## Gesundheitswesen
Der Landkreis hat 13 Krankenhäuser mit 3266 Betten (Stand 2012).

## Kultur und Sehenswürdigkeiten

### Kulturveranstaltungen
Bekannte Kulturveranstaltungen im Landkreis Göttingen sind u. a. Kultur im Kreis, die Internationalen Händel-Festspiele Göttingen, die Herzberger Schlosskonzerte, die Bad Lauterberger Musiktage, die Walkenrieder Kreuzgangkonzerte, der Klostermarkt Walkenried und das Mordsharz-Festival.
Sowie seit vielen Jahren der Internationale Museumstag im Mai und der Tag des offenen Denkmals im September.

### Sehenswürdigkeiten
Im Landkreis Göttingen, oberhalb von Bovenden befindet sich die Burg Plesse, eine mittelalterliche Burgruine und in Hann. Münden das Welfenschloss. Des Weiteren im Harzgebiet das HöhlenErlebnisZentrum Iberger Tropfsteinhöhle, das Welfenschloss Herzberg, die Einhornhöhle und Steinkirche Scharzfeld, die Burgruine Scharzfels sowie das UNESCO-Welterbe Kloster Walkenried und das Herrenhaus Walkenried mit dem Welterbe-Informationszentrum.
Zudem sind einige Altstädte wie z. B. Göttingen, Osterode am Harz, Duderstadt und Hann. Münden sehenswert.
Bekannte Ausflugsziele sind u. a. das Europäische Brotmuseum und die Wilhelm-Busch-Mühle in Ebergötzen, das Grenzlandmuseum Eichsfeld und das Heinz Sielmann Natur-Erlebniszentrum Gut Herbigshagen bei Duderstadt, der WeltWald Harz bei Bad Grund, sowie in Bad Sachsa das Grenzlandmuseum Bad Sachsa, das Glasmuseum Steina, der Ravensberg, der Harzfalkenhof oder der Märchengrund.
Zur Pflege kultureller Einrichtungen wurde 1989 der Landschaftsverband Südniedersachsen als eingetragener Verein gegründet und 2004 die Südniedersachsenstiftung.

## Medien

### Presse
Im Landkreis Göttingen gibt es vier Tageszeitungen, deren Verbreitungsgebiete den vor der niedersächsischen Gebietsreform von 1972 bestehenden Altkreisen entsprechen. Im Altkreis Göttingen erscheint das Göttinger Tageblatt („GT“), im Altkreis Duderstadt das Eichsfelder Tageblatt („ET“) und im Altkreis Münden die Mündener Allgemeine (Ableger der Hessisch/Niedersächsischen Allgemeinen, „HNA“). Im Altkreis Osterode erscheint der Harz Kurier („HK“).
Der Harz Kurier der „Harz Kurier Verlagsgesellschaft mbH & Co. KG“ ist seit 1997 alleinige Tageszeitung im Altkreis Osterode. Sie wurde 2006 von der Herzberger „Jungfer Druckerei und Verlag GmbH“ getrennt und gehört seitdem zur Funke Mediengruppe. Der Druck erfolgt mittlerweile in Braunschweig, woher auch der Mantel stammt.
GT und ET gehören zur Madsack-Gruppe, die unter anderem die Hannoversche Allgemeine Zeitung (HAZ) und die Neue Presse herausgibt; die überregionale Berichterstattung wird von der HAZ gekürzt und neu zusammengestellt übernommen. Die Lokalredaktionen von GT und ET kooperieren, sodass Artikel aus der einen Lokalausgabe in der jeweils anderen erscheinen, wenn sie für die jeweilige Leserschaft von Interesse sein können; für die Leser des ET gibt es so regelmäßig eine Kurzzusammenfassung des Lokalteils des GT aus dem den Landkreis dominierenden Oberzentrum Göttingen. Die beiden Zeitungen betreiben außerdem eine gemeinsame Website.
Die Mündener Allgemeine ist ein Kopfblatt der dem Ippen-Verlag (Münchner Merkur) gehörenden Hessisch/Niedersächsischen Allgemeinen (HNA) aus Kassel. Der überregionale Teil wird von der Zentralredaktion in Kassel übernommen. Für die Berichterstattung über das Land Niedersachsen sowie den Landkreis Göttingen unterhält die HNA eigene Redaktionen in Göttingen und Hannover. Die Inhalte aus diesen Außenredaktionen finden auch Verwendung in den beiden anderen niedersächsischen Ausgaben der HNA, der Sollinger Allgemeinen aus Uslar im Landkreis Northeim und der Northeimer Neuesten Nachrichten aus der Kreisstadt Northeim sowie im Harzkurier.

### Radio und Fernsehen
Als Bestandteil des Landes Niedersachsen gehört der Landkreis Göttingen zum Sendegebiet des NDR. Obwohl der NDR ein eigenes Außenstudio in Göttingen unterhält, gibt es keine regionalen Auseinanderschaltungen der NDR-Programme für den Landkreis. Allerdings hat das Kreisgebiet in der Berichterstattung der Regionalsendungen aus dem NDR-Studio Braunschweig, die das östliche und südliche Niedersachsen abdecken, einen nicht unerheblichen Anteil.
Im Altkreis Göttingen sowie in Teilen des Altkreises Duderstadt und kleinen Randgebieten des Altkreises Münden kann zudem das nichtkommerzielle Lokalradio „Stadtradio Göttingen“ mit seiner ausführlichen Lokalberichterstattung empfangen werden.
Die landesweiten kommerziellen Radiosender ffn und Hitradio Antenne strahlen regelmäßige Lokalfenster für das südliche Niedersachsen aus und betreiben hierfür Studios in Göttingen. Das nördliche Kreisgebiet empfängt allerdings durch den starken Sender auf Torfhaus je nach Lage eher die Regionalnachrichten Braunschweigs.

## Gemeinden
In Klammern die Einwohnerzahl am 31. Dezember 2024
| Einheitsgemeinden | Einheitsgemeinden |
| --- | --- |
| - Adelebsen, Flecken (6180) - Bad Grund (Harz) [Sitz: Windhausen] (7738) - Bad Lauterberg im Harz, Stadt (10.164) - Bad Sachsa, Stadt (7193) - Bovenden, Flecken (14.078) - Duderstadt, Stadt, selbständige Gemeinde (20.375) - Friedland [Sitz: Groß Schneen] (8332) - Gleichen [Sitz: Reinhausen] (8663) | - Göttingen, Stadt mit Sonderstatus, Kreisstadt (127.259) - Hann. Münden, Stadt, selbständige Gemeinde (23.478) - Herzberg am Harz, Stadt (12.792) - Osterode am Harz, Stadt, selbständige Gemeinde (21.598) - Rosdorf (12.239) - Staufenberg [Sitz: Landwehrhagen] (7506) - Walkenried (4053) |

| Samtgemeinden mit ihren Mitgliedsgemeinden | Samtgemeinden mit ihren Mitgliedsgemeinden |
| --- | --- |
| Samtgemeinde Dransfeld (8923) - Bühren (519) - Dransfeld, Stadt * (4290) - Jühnde (911) - Niemetal [Sitz: Varlosen] (1420) - Scheden (1783) Samtgemeinde Gieboldehausen (13.097) - Bilshausen (2201) - Bodensee (766) - Gieboldehausen, Flecken * (3750) - Krebeck (1015) - Obernfeld (944) - Rhumspringe (1703) - Rollshausen (846) - Rüdershausen (811) - Wollbrandshausen (628) - Wollershausen (433) | Samtgemeinde Hattorf am Harz (7101) - Elbingerode (431) - Hattorf am Harz * (3972) - Hörden am Harz (909) - Wulften am Harz (1789) Samtgemeinde Radolfshausen (7259) - Ebergötzen * (1949) - Landolfshausen (1091) - Seeburg (1607) - Seulingen (1341) - Waake (1271) |
| mit ihren Mitgliedsgemeinden * Sitz der Samtgemeindeverwaltung | |
| Gemeindefreies Gebiet | |
| - Harz (Landkreis Göttingen) (267,37 km², unbewohnt) | |

## Gemeinden bis 2016
| - Adelebsen, Flecken - Bovenden, Flecken - Duderstadt, Stadt, selbständige Gemeinde - Friedland [Sitz: Groß Schneen] - Gleichen [Sitz: Reinhausen] | - Göttingen, Stadt mit Sonderstatus, Kreisstadt - Hann. Münden, Stadt, selbständige Gemeinde - Rosdorf - Staufenberg [Sitz: Landwehrhagen] |

| Samtgemeinden                                                                                            | Samtgemeinden | Samtgemeinden                                                                                 |
| --- | --- | --------------------------------------------------------------------------------------------- |
| - 1. Samtgemeinde Dransfeld - Bühren - Dransfeld, Stadt * - Jühnde - Niemetal [Sitz: Varlosen] - Scheden | - 2. Samtgemeinde Gieboldehausen - Bilshausen - Bodensee - Gieboldehausen, Flecken * - Krebeck - Obernfeld - Rhumspringe - Rollshausen - Rüdershausen - Wollbrandshausen - Wollershausen | - 3. Samtgemeinde Radolfshausen - Ebergötzen * - Landolfshausen - Seeburg - Seulingen - Waake |
| mit ihren Mitgliedsgemeinden * Sitz der Samtgemeindeverwaltung                                           | |                                                                                               |

## Gemeinden bis 1972
Dem alten Landkreis Göttingen gehörten vor 1973 die folgenden Städte und Gemeinden an:
- Angerstein
- Atzenhausen
- Ballenhausen
- Beienrode
- Benniehausen
- Bischhausen
- Bösinghausen
- Bovenden
- Bremke
- Dahlenrode
- Deiderode
- Deppoldshausen
- Diemarden
- Dramfeld
- Ebergötzen
- Eddigehausen
- Elkershausen
- Elliehausen
- Emmenhausen
- Esebeck
- Etzenborn
- Falkenhagen
- Friedland
- Geismar (bis zum 3. Juli 1964)
- Gelliehausen
- Gladebeck
- Göttingen (seit dem 4. Juli 1964)
- Grone (bis zum 3. Juli 1964)
- Groß Ellershausen
- Groß Lengden
- Groß Schneen
- Harste
- Herberhausen (bis zum 31. März 1963)
- Hetjershausen
- Holtensen
- Holzerode
- Ischenrode
- Kerstlingerode
- Klein Lengden
- Klein Schneen
- Klein Wiershausen
- Knutbühren
- Landolfshausen
- Lemshausen
- Lenglern
- Lichtenhagen
- Ludolfshausen
- Mackenrode
- Mengershausen
- Mollenfelde
- Niedergandern
- Niedernjesa
- Nikolausberg (bis zum 3. Juli 1964)
- Oberbillingshausen
- Obernjesa
- Parensen
- Potzwenden
- Reckershausen
- Reiffenhausen
- Reinhausen
- Reyershausen
- Rittmarshausen
- Roringen
- Rosdorf
- Sattenhausen
- Settmarshausen
- Sieboldshausen
- Spanbeck
- Stockhausen
- Volkerode
- Waake
- Weende (bis zum 3. Juli 1964)
- Weißenborn
- Wöllmarshausen

## Kfz-Kennzeichen
Am 1. Juli 1956 wurde dem Landkreis bei der Einführung der bis heute gültigen Kfz-Kennzeichen das Unterscheidungszeichen GÖ zugewiesen. Es wird durchgängig bis heute ausgegeben.
Bis in die 1990er Jahre erhielten Fahrzeuge aus den Altkreisen (ohne die Stadt Göttingen) besondere Erkennungsnummern:
| Gebiet              | Buchstaben | Zahlen      |
| ------------------- | ---------- | ----------- |
| Altkreis Göttingen  | AA bis EZ  | 100 bis 999 |
| Altkreis Göttingen  | KA bis LZ  | 100 bis 999 |
| Altkreis Göttingen  | NA bis NZ  | 100 bis 999 |
| Altkreis Göttingen  | TA bis TZ  | 100 bis 999 |
| Altkreis Göttingen  | VA bis VZ  | 100 bis 999 |
| Altkreis Göttingen  | XA bis XZ  | 100 bis 999 |
| Altkreis Göttingen  | ZA bis ZZ  | 100 bis 999 |
| Altkreis Münden     | HA bis HZ  | 100 bis 999 |
| Altkreis Münden     | MA bis MZ  | 100 bis 999 |
| Altkreis Münden     | SC bis SZ  | 100 bis 999 |
| Altkreis Münden     | UA bis UZ  | 100 bis 999 |
| Altkreis Münden     | YA bis YZ  | 100 bis 999 |
| Altkreis Duderstadt | JA bis JZ  | 100 bis 999 |
| Altkreis Duderstadt | PA bis RZ  | 100 bis 999 |
| Altkreis Duderstadt | WA bis WZ  | 100 bis 999 |

Seit dem 15. November 2012 sind in Zusammenhang mit der Kennzeichenliberalisierung auch die Unterscheidungszeichen DUD (ehemaliger Landkreis Duderstadt) und HMÜ (ehemaliger Landkreis Münden) erhältlich. Anlässlich der Fusion mit dem Landkreis Osterode am Harz wird dessen Unterscheidungszeichen OHA seit dem 1. November 2016 im neuentstandenen Landkreis weiterhin ausgegeben. In der Stadt Göttingen wird nur GÖ zugeteilt.